# Skirgailė Žalimienė
Skirgailė Žalimienė (geb. Žaltauskaitė; * 1972 in Vilnius) ist eine litauische Juristin, Europarechtlerin und Professorin, Richter, seit 2022 Präsidentin des Obersten Verwaltungsgerichts Litauens.

## Leben
Von 1991 bis 1996 absolvierte Skirgailė Žaltauskaitė das Diplomstudium der Rechtswissenschaften an der Juristischen Fakultät der Universität Vilnius (VU). Danach promovierte sie am 12. April 2001 zum Thema „Niederlassungsfreiheit nach dem EU-Recht“ (Betreuer Prof. Vilenas Vadapalas, Lehrstuhl für EU-Recht und Völkerrecht). Sie ist am Lehrstuhl bisher als Dozentin tätig. Von 2005 war sie Hochschullehrerin der Lietuvos teisės universitetas (MRU).
Ab 1997 arbeitete sie als Oberspezialistin im Rechtsbüro am Europaministerium Litauens, danach am Departement für Europarecht an der Regierung Litauens, ab 2002 Leiterin der Unterabteilung für materielles EU-Recht, ab 2004 stellvertretende Generaldirektorin des Departements für Europarecht am Litauischen Justizministerium. Seit August 2008 ist sie Richterin, von 2019 bis 2023 war sie Vizepräsidentin und seit Juli 2002 ist sie Gerichtspräsidentin am Obersten Verwaltungsgericht Litauens.

## Arbeiten
- Internationale Organisationen // Tarptautinės organizacijos (Mitautor), 2001.
- Diplomatisches Recht //  Zenonas Petrauskas, Žalimas Dainius, Skirgailė Žalimienė (Mitautor). Diplomatinė teisė, 2003.

| Personendaten    | Personendaten                          |
| ---------------- | -------------------------------------- |
| NAME             | Žalimienė, Skirgailė                   |
| ALTERNATIVNAMEN  | Žaltauskaitė, Skirgailė (Geburtsname)  |
| KURZBESCHREIBUNG | litauische Richterin, Europarechtlerin |
| GEBURTSDATUM     | 1972                                   |
| GEBURTSORT       | Vilnius, Litauische SSR                |